# Швед, Сергей Иванович
Сергей Иванович Швед (10 августа 1941, Чубковичи, Орловская область — 22 июля 2023, Курган) — советский и российский врач травматолог-ортопед, доктор медицинских наук (1988), профессор, Заслуженный врач Российской Федерации (1995).

## Биография
Сергей Иванович Швед родился 10 августа 1941 года в селе Чубковичи Чубковичского сельсовета Стародубского района Орловской области. 18—22 августа 1941 года район был оккупирован, освобождён в сентябре 1943 года. Ныне село входит в Стародубский муниципальный округ Брянской области.
В 1970 году окончил Смоленский медицинский институт. Прошёл стажировку  на военно-медицинской кафедре в городе Лиепая Латвийской ССР.
С 1970 по 1974 годы работал травматологом в ЦРБ города Ялуторовска Тюменской области.
С 1974 года работал в  Курганском научно-исследовательском институте экспериментальной и клинической ортопедии и травматологии (КНИИЭКОТ), который в 2005 году переименован в Российский научный центр «Восстановительная травматология и ортопедия» имени академика Г. А. Илизарова (РНЦ «ВТО»), занимая в разные годы должности врача-ординатора, главного врача, заведующего лабораторией острой травмы, заместителя генерального директора по клинической работе, профессора кафедры усовершенствования врачей по травматологии и ортопедии и руководителя учебного отдела.
В 1979 году в Московском городском НИИ скорой помощи им. Н.В.Склифосовского защитил кандидатскую диссертацию на тему «Чрескостный остеосинтез аппаратом Илизарова при лечении больных пожилого и старческого возраста с закрытыми диафизарными переломами бедренной кости».
В 1988 году в Пермском государственном медицинском институте защитил докторскую диссертацию «Чрескостный остеосинтез по Илизарову при лечении больных старших возрастных групп с переломами длинных трубчатых костей».
В 1994 году возглавил кафедру усовершенствования врачей по чрескостному остеосинтезу в травматологии и ортопедии и в последующем избран заведующим учебным отделом.
Был главным внештатным травматологом области. Под его руководством создана специализированная травматологическая бригада, позволившая приблизить специализированную помощь к местам катастроф.
Сергей Иванович Швед умер после продолжительной болезни 22 июля 2023 года в городе Кургане Курганской области. Прощание было 25 июля 2023 года в Богоявленском соборе, ул. Климова, 3.

## Научная деятельность
Научные исследования посвящены различным теоретическим и клиническим аспектам лечения больных с изолированными, множественными, открытыми, диафизарными, внутрисуставными, инфицированными, неправильно срастающимися переломами костей конечностей и их последствиями.
Профессор Швед стоял у истоков становления травматологической службы не только центра, но и Курганской области, многие годы он был главным внештатным травматологом области. Под его руководством создана специализированная травматологическая бригада, позволившая приблизить специализированную помощь к местам катастроф.
Автор 4 монографий, более 300 научных работ, опубликованных в ведущих отечественных и зарубежных изданиях, 46 изобретений. Под его руководством защищено 5 докторских и 16 кандидатских диссертаций.

## Награды и звания
- Звание «Заслуженный врач Российской Федерации», 10 апреля 1995 года[3]
- Медаль «За трудовую доблесть»
- Значок «Отличнику здравоохранения»
- Почётный профессор Центра Илизарова
- Академик Российской Академии Естествознания, 18 ноября 1997 года[4]

## Семья
Сергей Швед был женат, воспитал дочь.